# Palacio de Venaria
El palacio de Venaria (en italiano: Reggia di Venaria Reale) es una de las residencias de la Casa Real de Saboya declaradas Patrimonio de la Humanidad por la Unesco en 1997. Tiene el código 823-016 y se encuentra en Piazza della Repubblica, 4 de Venaria Reale (provincia de Turín, en el Piamonte, Italia).
Este palacio fue posiblemente la más grande de las residencias saboyanas en cuanto a su tamaño, parangonable en cuanto a edificación al palacio real francés de Versalles, que fue construido teniendo en mente el proyecto de la residencia real piamontesa (según algunos, los diseños de la Venarìa fueron llevados a París por voluntad del rey de Francia).
Este palacio fue proyectado y construido en pocos años (1658-1679) según proyecto del arquitecto Amedeo di Castellamonte. Lo había encargado el duque Carlos Manuel II que pretendía hacer de él la base para las batidas de caza en las páramos y las colinas turinesas.
El mismo nombre en lengua latina de la región, Venatio Regia, deriva de hecho del arte venatoria.
El conjunto de cuerpos de fábrica que constituyen el complejo, enorme si se considera la extensión, incluye el parque y el burgo histórico de Venaria, construido de modo que formaba una especie de collar que evoca directamente a la Santísima Anunciada, símbolo de la casa saboyana.
En el burgo se unieron bien pronto muchas casas y palacios de trabajadores y ciudadanos normales que querían habitar en el entorno del palacio real, hasta hacer que Venaria Reale fuese un municipio autónomo de la provincia de Turín. 
La elección del sitio fue favorecida por la proximidad de extensos bosques, llamados del Gran Paese, riquísimos en caza: un territorio que se extiende por un centenar de kilómetros hasta las montañas alpinas, llegando al sur y al este a la proximidad de la capital Turín.

## Historia
Probablemente, la idea de crear un palacio real en Venaria nace en Carlos Manuel II de Saboya con el ejemplo del Castillo de Mirafiori (o de Miraflores), lugar destinado a la esposa del duque Carlos Manuel I, Catalina Micaela de España. Carlos Manuel II, queriendo también él crear un palacio real que se uniera a su propio nombre y al de su esposa, María Juana Bautista de Saboya-Nemours, compró los dos pequeños villorrios de Altessano Superiore e Inferiore a la familia de origen milanés Birago, que aquí había creado importantes plantaciones. El lugar fue rebautizado después «la Venaria» porque fue destinado a los entretenimientos venatorios.
Los trabajos fueron proyectados en 1658 y confiados a los arquitectos Amedeo di Castellamonte y Michelangelo Garove. La obra se dilató en el tiempo al menos hasta 1675, cuando el pueblo de Venaria (realizado con una planta apta para diseñar un Collare dell'Annunziata) y el palacio estaban ya en gran parte completados. En particular, la Galleria di Diana, corazón de la edificación. En cualquier caso, los trabajos no se concluyeron, sino que siguieron: después del 1 de octubre de 1693 los franceses destruyeron algunas construcciones, Víctor Amadeo II encargó una intervención posterior sobre el palacio real, que fue reestructurado según los cánones franceses.
Daños posteriores fueron infligidos durante el asedio de Turín de 1706, cuando los franceses de Louis d'Aubusson de la Feuillade se asentaron aquí, dañando muchas estructuras destinadas, en esta época, a la soldadesca: Víctor Amadeo II, tras la muerte de Garove, confía el proyecto a Filippo Juvara. También durante la dominación napoleónica sufrió el palacio real una serie de transformaciones, en particular los jardines, destruidos para hacer una plaza de armas: todo el complejo, de hecho, fue transformado en barracas y, con la restauración, esta nueva finalidad de Venaria se mantuvo en este periodo que va desde el fin de las guerras napoleónicas hasta el año 1978, el palacio real se confió al ejército, cediéndose después a la Soprintendenza para labores de restauración, que aún continúan: la apertura del complejo tuvo lugar el 13 de octubre de 2007.

## El complejo

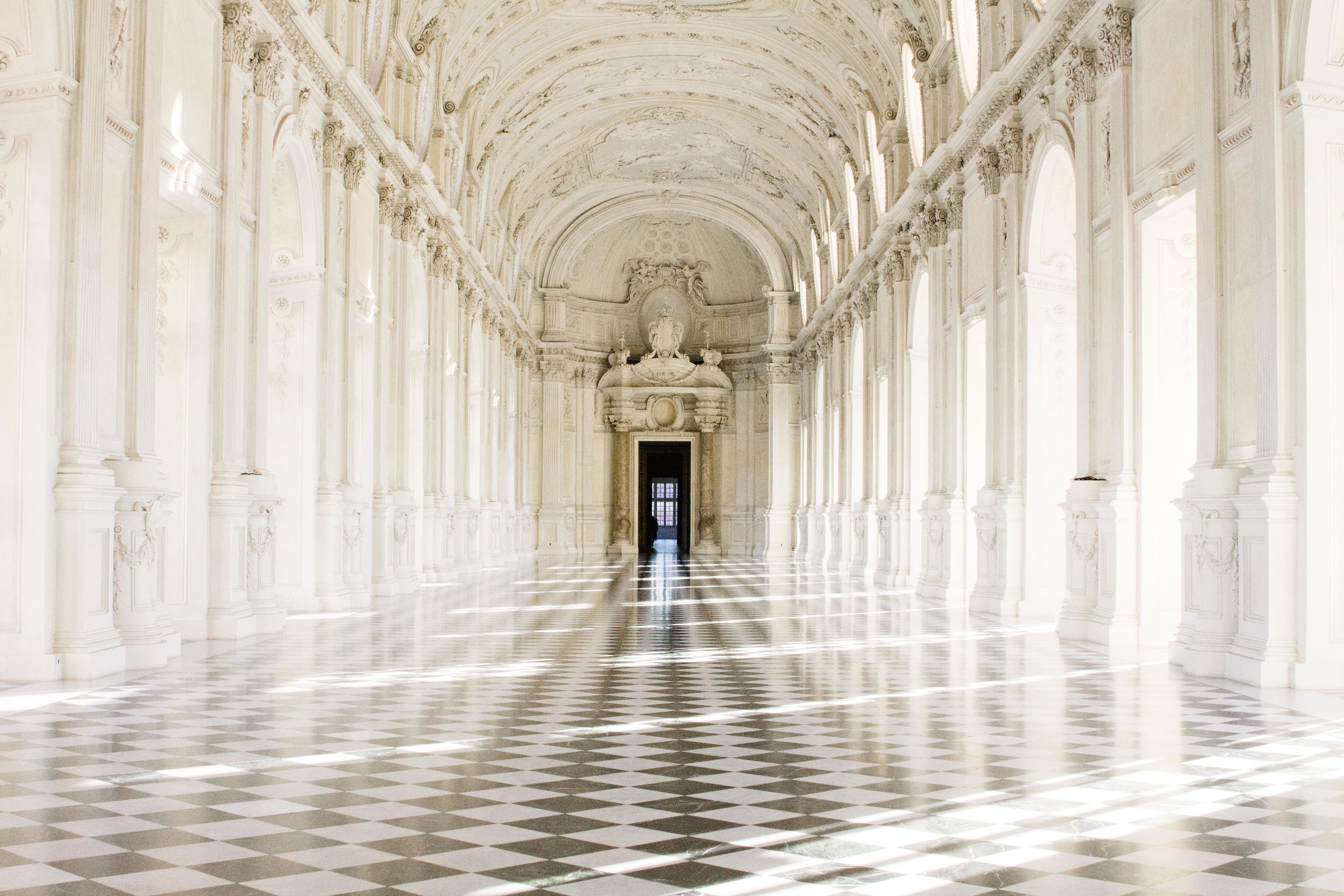
La Galería de Diana

El complejo es imponente: accediendo desde la entrada principal, se llega al patio de honor, en cuyo centro surgía una fuente llamada del ciervo. La fachada principal en estuco con cornucopias de conchas y frutos se encuentra sobre la parte derecha como «cortada» por una línea de ladrillos a la vista que delimitan la parte del siglo XVII con la del XVIII, posterior a la intervención del primer arquitecto de la corte Amedeo di Castellamonte. 
La parte de la izquierda presenta la intervención del segundo arquitecto de la corte, Michelangelo Garove, 1699-1713ː en síntesis, la realización de dos torreones con techos llamados «a la Mansart» (mansardas) recubiertos de scandole, baldosas pentagonales multicolores de cerámica, unidos por una gran galería erróneamente indicada a mitad del siglo XX, como la de Diana.
En el interior hay estucos, estatuas, pinturas (según Castellamonte, más de 4000 cuadros), realizados por artistas reseñables, entre ellos Vittorio Amedeo Cignaroli, Pietro Domenico Olivero y Bernardino Quadri.
Para ilustrar el complejo del palacio real, existe un modelo extremadamente exacto realizado por Carlo Costantini.

### Los jardines

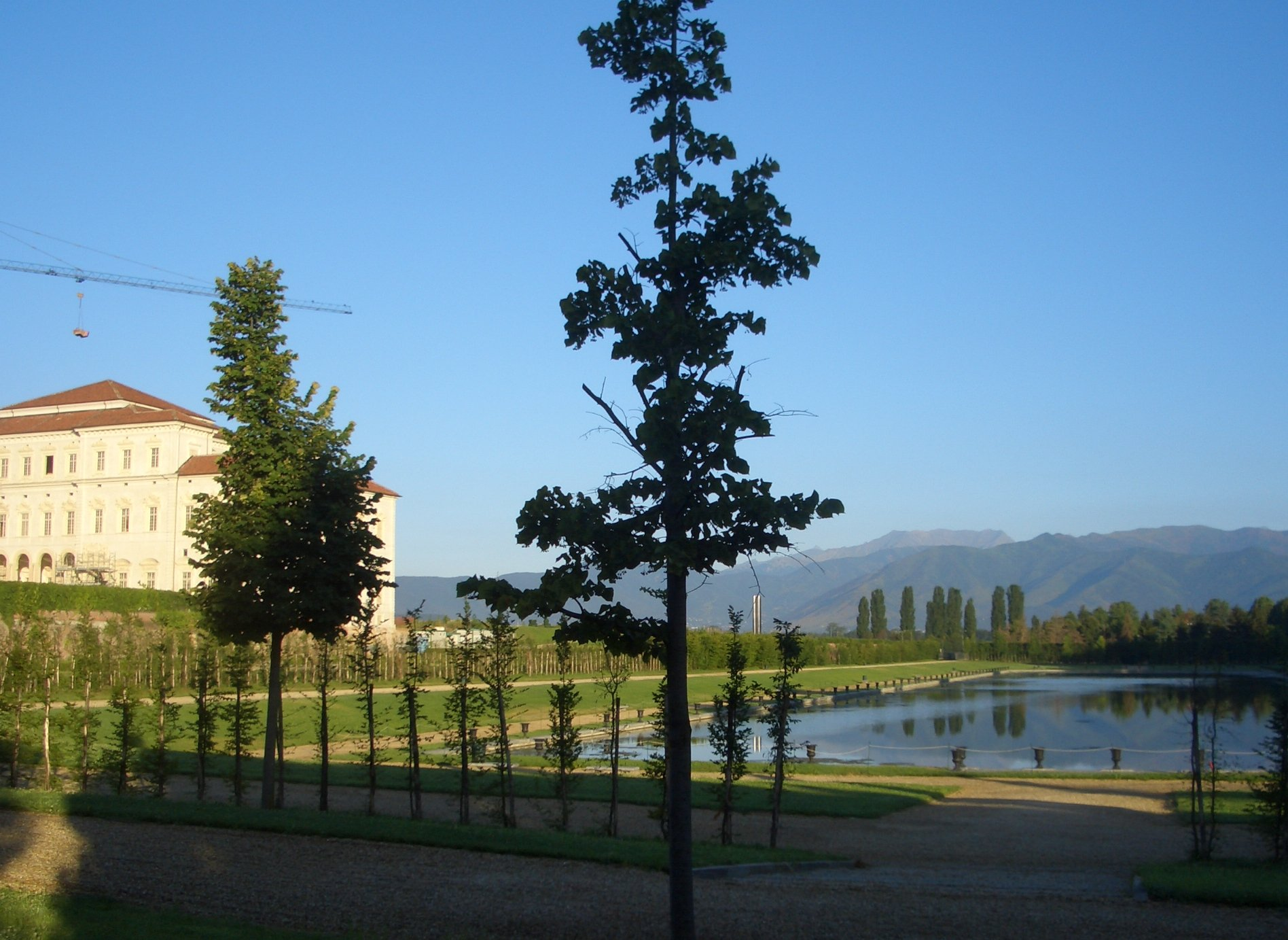
El Parco basso.

Los jardines del palacio real desaparecieron completamente cuando las fuerzas francesas de Napoleón los transformaron en plaza de armas: una obra extremadamente significativa del complejo se perdió para siempre. Quedaron los diseños de la época, que mostraban el espléndido jardín a la italiana dividido en tres terrazas enlazadas con escalinatas escenográficas y arquitectura (como la torre del reloj del primer patio) que los unen: la fuente de Hércules, el teatro en forma de hemiciclo y los parterres. 
Sólo recientemente, Venaria Reale ha visto renacer su ambientación natural, gracias a las labores que se están realizando en la estructura (establos, Reggia di Diana, etc.). Actualmente sólo están abiertas al público las partes ya acabadas, parcialmente dañadas por un violento chaparrón en junio de 2007. En el Parco Basso, son visibles algunas obras de Giuseppe Penone, en neto contraste con la estructura barroca del complejo.

## La iglesia de san Uberto

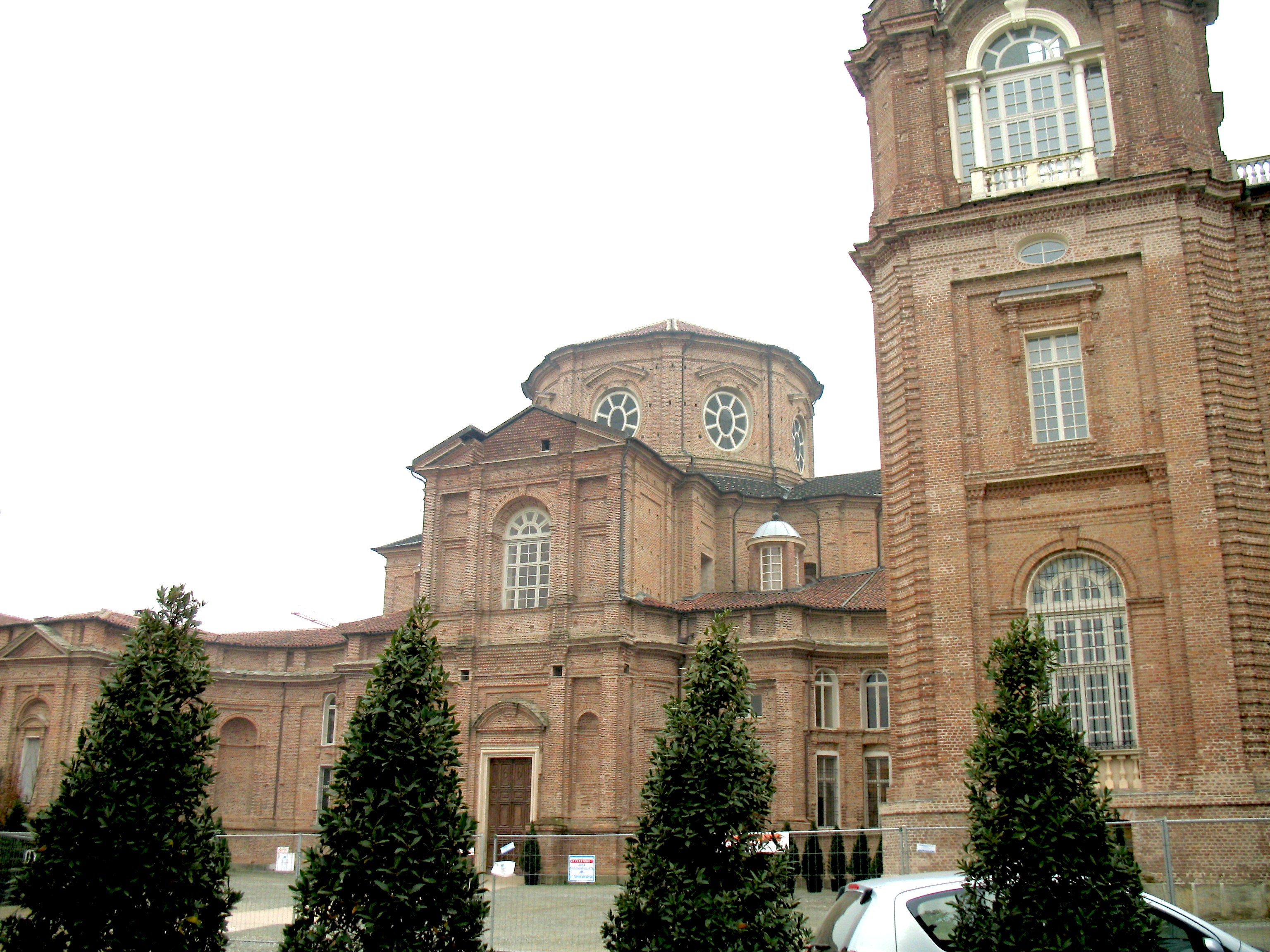
La iglesia de San Uberto, patrono de los cazadores, situada a un lado del castillo de Venaria

Tras la muerte de Garove en 1713 siguió en el 1716 la reconstrucción de la obra con Filippo Juvara, de la Gran Galería y paralelamente la construcción de la iglesia de san Uberto (1716-1729), encastrada entre los palacios de tal manera que no permitió la construcción de la cúpula, que fue pintada en trampantojo en el interior, los establos y la citroniera (1722-1728), además de una remodelación en estilo francés de las fachadas. 
Los últimos trabajos se realizaron entre la segunda mitad del siglo XVIII y principios del XIX (establos y escuela de equitación, escalera de la Reggia di Diana, galería de San Uberto) después de lo cual el palacio real fue casi abandonado en favor del pabellón de caza de Stupinigi (1729), más acorde con los nuevos gustos de las cortes europeas.